# 埃米爾·舒芬尼克爾
克勞德-埃米爾·舒芬尼克爾（Claude-Émile Schuffenecker、1851年12月8日—1934年7月31日）是一位法國後印象派藝術家、畫家、美術教師和藝術收藏家。他是保羅·高更和奧迪隆·雷東的摯友，也是文森·梵谷作品的首批收藏家之一，在1889年創辦沃爾皮尼展覽（Volpini Exhibition）過程中發揮了重要作用。

## 生平
克勞德-埃米爾·舒芬尼克爾是尼古拉·舒芬尼克爾（Nicolas Schuffenecker，1829-1854）和安妮·莫內（Anne Monnet，1836-1907）的兒子，出生於上索恩省弗雷訥-聖馬梅斯（Fresène-Saint-Saint-Saint-Saintès）。埃米爾·舒芬尼克爾的父親是一位來自阿爾薩斯省格文海姆（Guewenheim）的裁縫，埃米爾兩歲多時父親去世；同年，他的弟弟阿梅代·舒芬尼克爾（Amédée）出生於上萊茵省夏朗特奈（Charentenay）。 
安妮·莫內帶著兩個兒子搬到了巴黎附近的默東，她母親的部分家人住在那裡，她在洗衣店找到了工作。在接下來的幾年裡，埃米爾由他母親的姐姐安妮·福科內·莫內和她的丈夫皮埃爾·科努在巴黎撫養長大，在基督教學校接受教育，並開始在他叔叔的公司工作，這是位於巴黎大堂區的一家巧克力和咖啡烘焙廠。

## 外部連結
- 互联网档案馆中埃米爾·舒芬尼克爾的作品或与之相关的作品
- Sacramento Bee - Efforts to authenticate painting brushed off by museum
- Artcyclopedia List
- Man with a pipe